# Malagasippus quadratus
Malagasippus quadratus är en insektsart som beskrevs av Marius Descamps och Wintrebert 1966. Malagasippus quadratus ingår i släktet Malagasippus och familjen gräshoppor.

## Underarter
Arten delas in i följande underarter:
- M. q. quadratus
- M. q. reductus